# 295. Infanterie-Division (Wehrmacht)
La 295. Infanterie-Division fu una divisione dell'esercito tedesco attiva durante la seconda guerra mondiale, che venne creata nel 1940 e fu impiegata nella campagna di Francia e sul fronte orientale, dove fu distrutta nel gennaio 1943. Venne ricomposta nel febbraio dello stesso anno e schierata in Norvegia, dove si arrese nel 1945.

## Storia

### Formazione e campagna di Francia
La divisione fu costituita il 10 febbraio 1940 nell'area di Magdeburgo ed il 15 novembre trasferì un terzo delle sue unità alla 321. Infanterie-Division. Nel maggio 1940, la divisione che si trovava nella riserva dell'Oberkommando des heeres fu inviata in Belgio, durante la campagna di Francia e successivamente fu impiegata come forza di occupazione nella zona di Lille, prima di essere trasferita a Rouen, dove rimase fino all'aprile 1941.

### Fronte orientale
Nel giugno 1941, la divisione prese parte all'operazione Barbarossa, come parte della 17. Armee nell'area di Vinnytsia e partecipò alla Battaglia di Uman. Attraversò poi il Dnepr e prese parte all'avanzata tedesca attraverso l'Ucraina prima di affrontare una battuta d'arresto durante l'offensiva invernale sovietica del 1941. La divisione, sotto la 6. Armee fu distrutta durante la battaglia di Stalingrado nel gennaio 1943.

### Riformazione
La divisione venne riorganizzata nel 12 febbraio 1943, inizialmente come gruppo di combattimento, poi dal 31 marzo 1943 come divisione. Venne schierata in Norvegia, dove venne fatta prigioniera dagli inglesi alla fine della guerra

## Ordine di battaglia
295. Infanterie-Division 1940
- Infanterie-Regiment 516
- Infanterie-Regiment 517
- Infanterie-Regiment 518
- Artillerie-Regiment 295
- Panzerjäger-Abteilung 295
- Pionier-Bataillon 295
- Infanterie-Divisions-Nachrichten-Abteilung 295
- Infanterie-Divisions-Nachschubführer 295

295. Infanterie-Division 1944
- Grenadier-Regiment 516
- Grenadier-Regiment 517
- Artillerie-Regiment 295
- Pionier-Bataillon 295
- Panzerjäger-Bataillon 295
- Infanterie-Divisions-Nachrichten-Abteilung 295
- Kommandeur der Infanterie-Divisions-Nachschubtruppen 295

## Decorazioni
Alcuni soldati della 295. Infanterie-division furono premiati per le loro azioni in guerra:
- Croce Tedesca
  - in oro: 17
- Croce di Cavaliere della croce di ferro: 17[3]
  - Croce di Cavaliere con foglie di quercia: 2
- Distintivo per combattimenti ravvicinati:
  - in bronzo: 2

## Comandanti
- Generalleutnant Herbert Geitner (6 febbraio 1940 - 8 dicembre 1941)
- Generalleutnant Karl Gümbel (8 dicembre 1941 - 2 maggio 1942)
- General der Artillerie Rolf Wuthmann (2 maggio 1942 - 16 novembre 1942)
- Generalmajor Otto Korfes (16 novembre 1942 - 1º aprile 1943)
- Generalleutnant Rudolf Dinter (1º aprile 1943 - 27 luglio 1944)
- Generalleutnant Karl-Ludwig Rhein (27 luglio 1944 - 26 gennaio 1945)
- Generalleutnant Sigfrid Macholz (26 gennaio 1945 - maggio 1945)[1]